# Błędów (Radom)
Pour les articles homonymes, voir Błędów.
Błędów (prononcé /ˈbwɛnduf/) est un village polonais de la gmina de Wierzbica dans le powiat de Radom de la voïvodie de Mazovie dans le centre-est de la Pologne.
Il se situe à environ 4 kilomètres au nord de Wierzbica (siège de la gmina), 15 kilomètres au sud-ouest de Radom (siège du powiat) et à 104 kilomètres au sud de Varsovie (capitale de la Pologne).

## Histoire
De 1975 à 1998, le village appartenait administrativement à la voïvodie de Radom.